# Centropogon costaricae
Centropogon costaricae là loài thực vật có hoa trong họ Hoa chuông. Loài này được (Vatke) McVaugh mô tả khoa học đầu tiên năm 1943.